# توري دي كوارتيسولو
توري دي كوارتيسولو (بالإيطالية: Torri di Quartesolo)‏ هي مدينة وبلدية في مقاطعة فشنزة بمنطقة فنيتة، شمال إيطاليا.